# Xicotepec de Juárez
Xicotepec de Juárez är en ort i Mexiko.   Den ligger i kommunen Xicotepec och delstaten Puebla, i den sydöstra delen av landet, 150 km nordost om huvudstaden Mexico City. Xicotepec de Juárez ligger 1 167 meter över havet och antalet invånare är 37 424.
Terrängen runt Xicotepec de Juárez är kuperad åt sydväst, men åt nordost är den bergig. Runt Xicotepec de Juárez är det ganska tätbefolkat, med 179 invånare per kvadratkilometer. Närmaste större samhälle är Huauchinango, 15,0 km sydväst om Xicotepec de Juárez. Omgivningarna runt Xicotepec de Juárez är en mosaik av jordbruksmark och naturlig växtlighet.